# Муравйова Олександра Григорівна

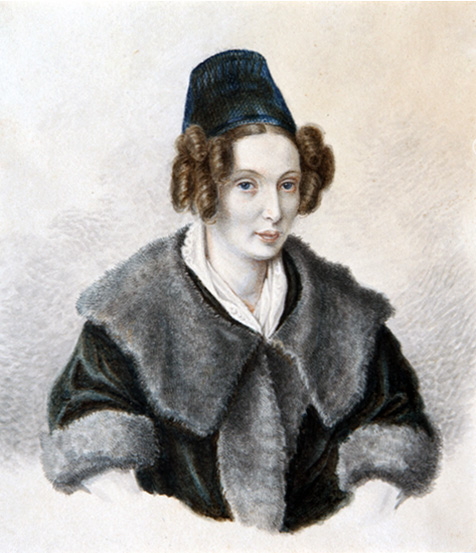
Муравйова О.Г. 1832 рік. Акварель Бестужева.

Муравйова Олександра Григорівна (1804 — 1832) — народжена графиня Чернишова, дружина декабриста Микити Михайловича Муравйова, пішла за чоловіком у Сибір. Сестра декабриста Чернишова Захара Григоровича.

## Біографія
Батько Олександри Григорівни граф Григорій Іванович Чернишов володів маєтками в багатьох російських губерніях. У головній літній резиденції Тагіне Орловської губернії містилася численна челядь, був кріпацький оркестр, штат вчителів, власний лікар, домашній художник. У 1822 році вона виходить заміж за Микиту Михайловича Муравйова. Подібно Марії Волконської, вона пішла за чоловіком у Сибір. Прибула в Читу в лютому 1827 року. Пушкін бачився з Олександрою Муравйової перед її від'їздом і передав з нею послання декабристам «У глибині сибірських руд». З її ж рук отримав І. І. Пущин потайки від варти (через частокіл) вірш «Мій перший друг, мій друг безцінний». Декабристи ставилися до Муравйової з особливою любов'ю, називали її своїм ангелом-охоронцем. 
У 1832 році «захворіла Александріна Муравйова. Вольф не виходив з її кімнати, він зробив усе, щоб врятувати її, але Господь судив інакше. Її останні хвилини були велічестгвенни: вона продиктувала прощальні листи до рідних і, не бажаючи будити свою чотирирічну дочку «Нонушку», запитала її ляльку, яку і поцілувала замість неї. Виконавши свій християнський обов'язок, як свята, зайнялася виключно своїм чоловіком, втішаючи та підбадьорюючи його. Вона померла на своєму посту, і ця смерть повалила нас у глибоку зневіру і горе. Кожна запитувала себе: «Що стане з моїми дітьми після мене?» 
У Сибіру Муравйова прожила недовго. Померла і похована Муравйова в Сибіру, в Петровському заводі.

## Пам'ять
Бестужев присвятив їй свій відомий твір "Шлиссельбургська фортеця ". Декабрист Володимир Толстой називав Муравйову "великою жінкою, святою мученицею". У поемі Некрасова "Російські жінки" пам'яті Олександри Григорівни Муравйової присвячено кілька рядків.
"Пленителен образ отважной жены.
Явившей душевную силу,
И в снежных пустынях суровой страны
Сокрывшейся рано в могилу".

## Примітки

Склеп Муравйової К.Г. у Петровському заводі. Сепія М. Бестужева. 1834 - 1839 рр.